# Grundschrift

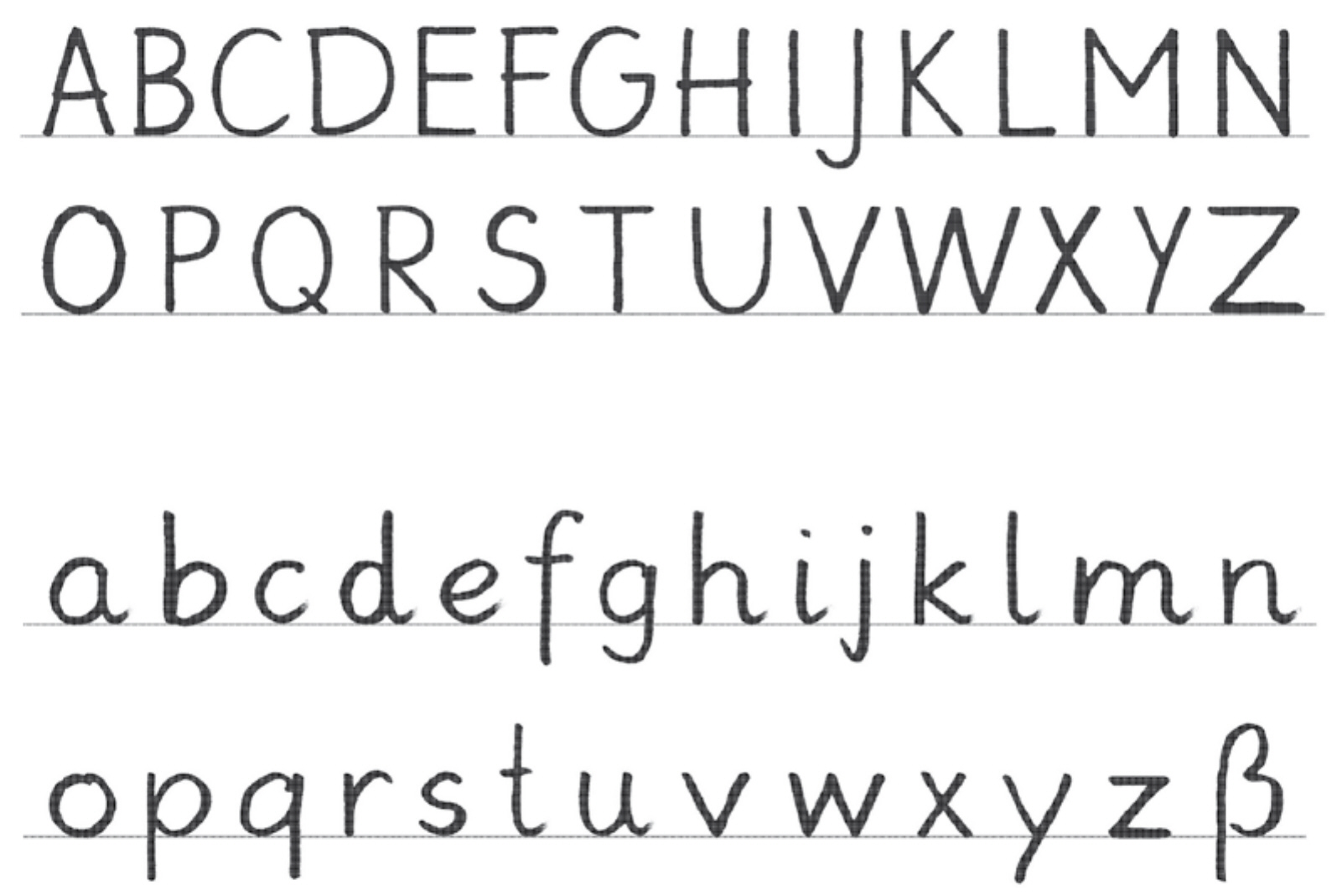
Mögliche Grundschrift als Ausgangsschrift in Hamburg ab 2011, eine Gemischt-Antiqua

Die Grundschrift ist ein in Deutschland entwickeltes schriftdidaktisches Konzept. Der zugrunde liegende Kerngedanke ist, dass Kindern als Ausgangs- und Entwicklungsschrift eine Druckbuchstaben-Schrift vermittelt wird, aber keine Schreibschrift-Ausgangsschrift. Die Kinder sollen stattdessen aus der Grundschrift ihre individuelle gut leserliche und flüssig geschriebene Schreibschrift selbst entwickeln. Dadurch soll die Unterbrechung der Schriftentwicklung durch die bisher in den Grundschulen praktizierten Ausgangsschriften (Lateinische Ausgangsschrift, Vereinfachte Ausgangsschrift oder Schulausgangsschrift) vermieden werden.
Das Konzept wurde im Auftrag des Grundschulverbands seit 2005 entwickelt und 2010 zum ersten Mal vorgelegt (Grundschulverband 2010). Es ist in einigen deutschen Bundesländern, neben anderen Ausgangsschrift-Optionen, für den Einsatz an Schulen zugelassen.

## Historischer Hintergrund
Der Schriftpädagoge Fritz Kuhlmann hatte schon 1916 einen weit gehenden Ansatz: die Schüler sollen eine individuelle Schreibschrift nicht aus einer Ausgangs-Schreibschrift, sondern aus einer Druckschrift entwickeln. Der Drang zur Schnelligkeit solle den Schüler dazu bringen, Verbindungen der Buchstaben und flüssige, ununterbrochene Züge selbst zu erfinden. Seit 2011 wird mit der Grundschrift versucht, die Ideen von Fritz Kuhlmann wieder zu beleben. Kuhlmann war ein leidenschaftlicher Anhänger des Arbeitsschulprinzips. Er plädierte dafür, dass die Kinder die Schreibform aus den gedruckten Buchstabenformen der Leseschrift selbst entwickeln und dabei sowohl eigene Buchstaben als auch Buchstabenverbindungen finden. Dieses Konzept hatte sich damals nicht bewährt und wurde aufgegeben. Den Grundschulen in Hamburg steht es seit Herbst 2012 frei, die Grundschrift oder die Schulausgangsschrift zu verwenden.
2006 wurde von Hans Eduard Meier die schnörkellose Deutschschweizer Basisschrift, die der Grundschrift ähnlich ist, entwickelt und als zeitgemäße Alternative vorgeschlagen.

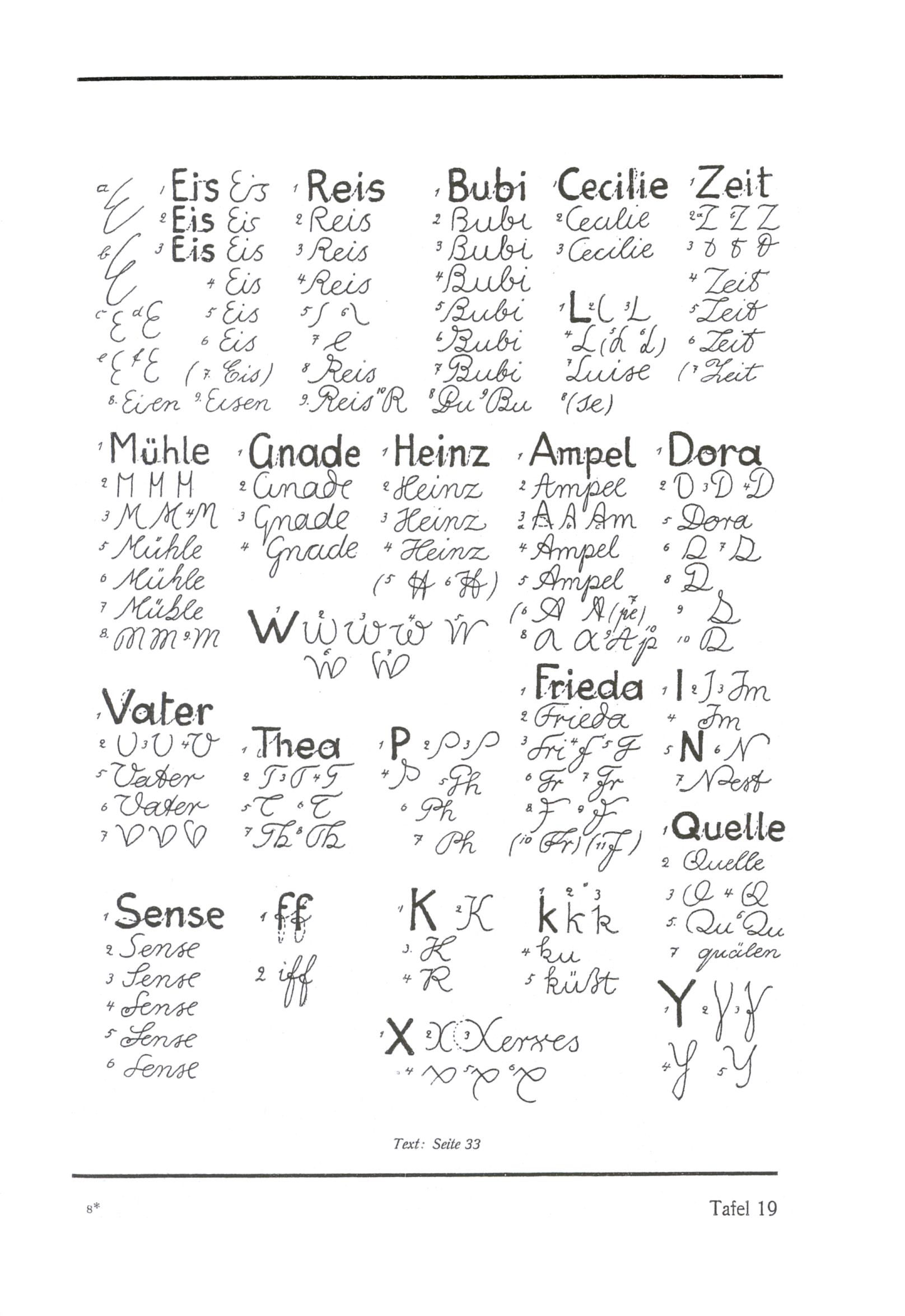
Erarbeitung der Lateinschrift nach Fritz Kuhlmann, 1916
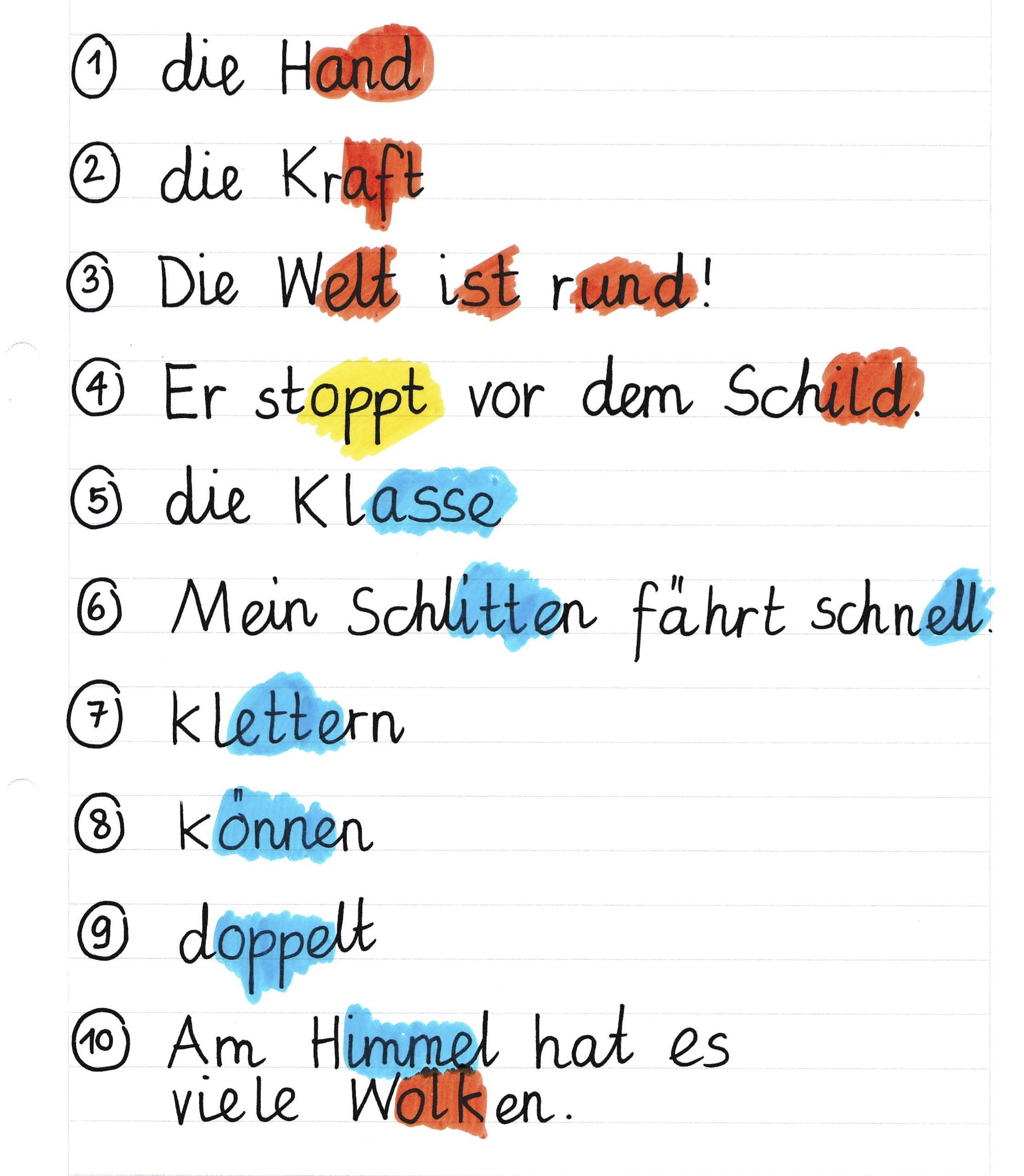
Wortbeispiele mit der Deutschschweizerischen Basisschrift ab 2006
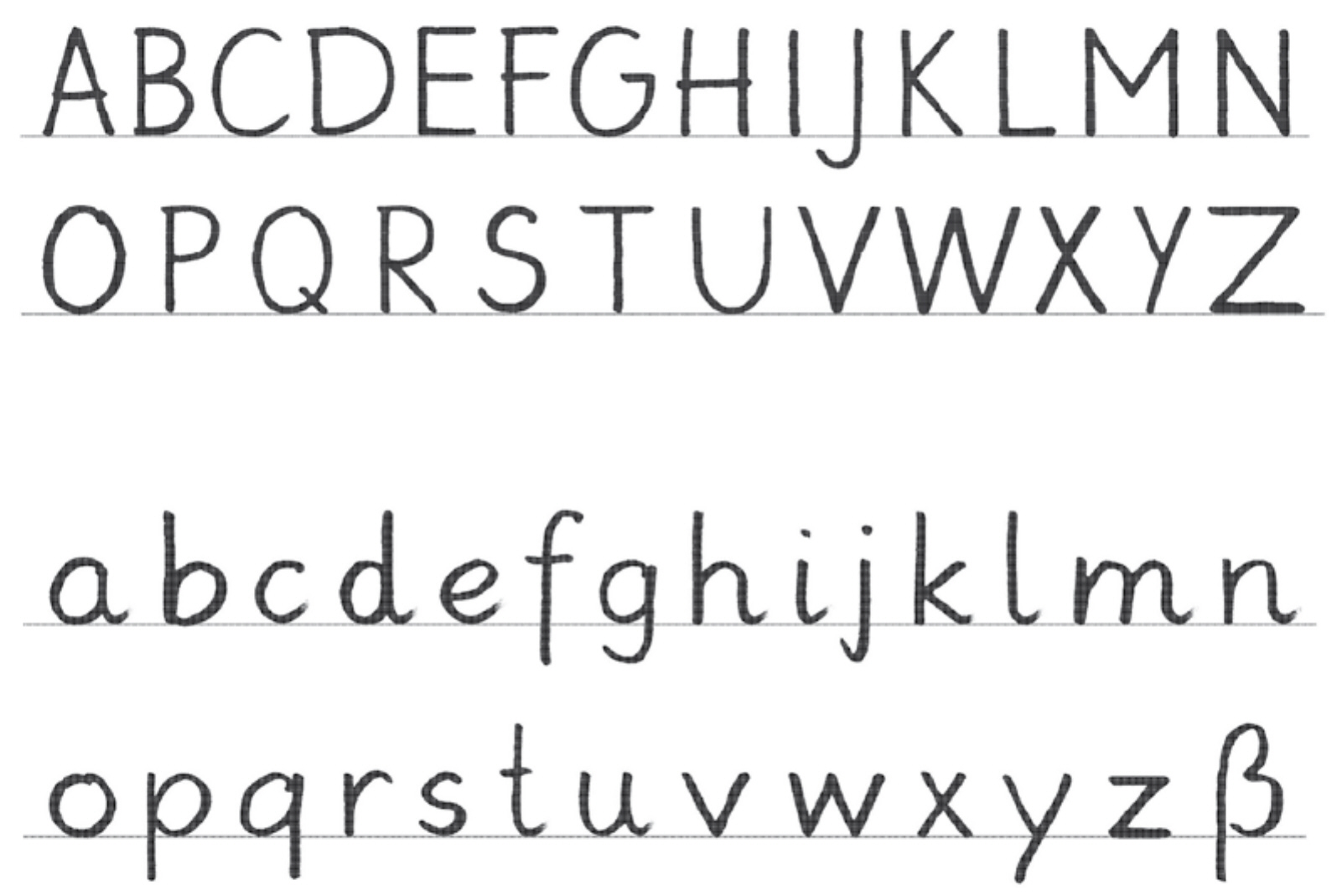
Eine mögliche Form der Grundschrift als Ausgangsschrift in Hamburg ab 2011, eine serifenlose Linear-Antiqua

## Konzept
Das Grundschrift-Konzept berücksichtigte den Forschungsstand zur psychomotorischen Entwicklung beim Handschreiben (z. B. Mahrhofer 2004). Es setzt an den Erfahrungen der Kinder an, fördert ihre Selbstständigkeit und schafft der Entwicklung zu einer gut leserlichen individuellen Handschrift einen neuen Stellenwert. Seit 2010 liegt das ausgearbeitete Konzept vor (Grundschulverband 2010, Bartnitzky u. a. 2011/2014). In den Jahren darauf folgten u. a. Erfahrungsberichte aus Schulen (z. B. Bartnitzky u. a. 2018).
Die Grundschrift sei von den Kindern leicht zu lernen und könne frühzeitig zum selbstständigen Schreiben genutzt werden, meinen die Autoren. Die Grundschrift sei keine weitere (verbundene) Ausgangsschrift, sondern eine Hilfe, möglichst einfach von der Druckschrift zu einer persönlichen, flüssigen Schrift zu gelangen. Dieses Ziel sei lange in allen Lehr-, Bildungs- und Rahmenplänen der verschiedenen Bundesländer verankert. Neu sei nur, dass nicht mehr eine der drei verbundenen Ausgangsschriften zwischen Druckschrift und persönliche Handschrift geschaltet werden soll.

### Grundkonzept
Alle Kinder haben bei Schuleintritt bereits Erfahrungen mit der Druckschrift gemacht; viele haben auch bereits begonnen, mit Druckschriftbuchstaben zu schreiben. Diese Entwicklung setzt der Unterricht mit der Grundschrift fort. Im Zusammenwirken von Lesen und Schreiben werden die Kinder von Schulbeginn an auch zu Verschriftungen angeregt und bei der Weiterentwicklung ihrer Handschrift fördernd begleitet. Zu dieser weiteren Entwicklung gehören u. a. auch das Ausprobieren und das Verwenden von Buchstabenverbindungen. Vorbereitet werden Verbindungen in der Schriftvorlage mit nach oben schwingenden Wendebögen bei Kleinbuchstaben, die in den üblichen Druckschriften mit einem Abstrich nach unten enden (a, d, h, i, k, l, m, n, t, u).

### Schriftgespräche
Einen wichtigen Stellenwert nehmen im schriftdidaktischen Konzept der Grundschrift die Schriftgespräche ein. Hierbei reflektieren die Kinder mit der Lehrkraft und miteinander über Schriftproben, über Buchstabenvarianten und Verbindungen. Dabei sind drei Kriterien leitend:
1. Formklarheit (Kann man jeden Buchstaben gut erkennen?),
2. Leserlichkeit (Kann ich alles gut lesen?) und
3. Geläufigkeit (Ist mit Schwung geschrieben?).

Gute Leserlichkeit und zunehmende Geläufigkeit bleiben in der Grundschulzeit und darüber hinaus die leitenden Kriterien bei der Weiterentwicklung der individuellen Handschriften.

### Keine Aufgabe der Schreibschrift, keine Beliebigkeit
Zwei häufige Missverständnisse finden sich in der kritischen Auseinandersetzung mit dem Grundschrift-Konzept: Die Grundschrift verdränge die Schreibschrift, und die Kinder könnten nun beliebig schreiben. Beides trifft nicht zu:
- Bei der Arbeit mit der Grundschrift werden zwar die traditionellen Schulausgangsschriften überflüssig, die Grundschrift selber aber ist in ihrer Funktion und Entwicklung eine handgeschriebene Schreibschrift.
- Die Kinder schreiben nicht beliebig, sondern orientieren sich an den vorgegebenen Buchstabenmustern und es gelten bei allen individuellen Ausprägungen die leitenden Kriterien Formklarheit, Leserlichkeit und Geläufigkeit.

In der Zusammenfassung einer der Mitautoren wird die Intention noch einmal verdeutlicht:

„Der Grundschulverband will nicht die Schreibschrift aufgeben, sondern unterscheidet ganz konsequent zwischen gedruckten Schriften in Büchern usw., und den Schriften, die mit der Hand geschrieben werden. Deshalb heißt die erste Schrift für die Kinder, die aus ganz schlichten, leicht les- und schreibbaren Formen besteht, GRUNDSCHRIFT.“

## Kritik
Grundsätzliche Kritik an der neuen Selbstlernmethode für flüssig geschriebene Schreibschrift übte die Lehrerin und Autorin Maria-Anna Schulze Brüning. In ihrem Buch Wer nicht schreibt, bleibt dumm (2017) warf sie den Initiatoren vor, Kinder mit dem Erlernen fundamentaler motorischer Abläufe beim Schreiben allein zu lassen. Es werde verkannt, „dass die jeweils 26 Groß- und Kleinbuchstaben unseres Alphabets (+ ß) eine schreibmotorische Systematik enthalten, die das Kind sich eben nicht selbst erschließen kann.“ Schulze Brüning sieht im Konzept von Hans Brügelmann/Erika Brinkmann eine Nähe zum Vorgehen von Jürgen Reichen beim Lesen durch Schreiben. Schulze Brüning wirft Brügelmann/Brinkmann vor, sie hätten „die Umorientierung des Schreibenlernens maßgeblich vorangetrieben“ und als Praxisbeispiele sogar die eigenen Kinder benutzt.
Eine der wichtigsten Kritikerinnen der Grundschrift ist Ute Andresen, die selbst Entwicklerin des Konzepts „handgeschriebene Druckschrift“ ist. Die ehemalige Präsidentin der Deutschen Gesellschaft für Lesen und Schreiben von 1999 bis 2002 vertritt die Ansicht, „dass Kinder sich das Schreiben nicht selbst beibringen können.“ Die Grundschrift einzuführen bedeute die Schreibschrift abzuschaffen. Das setze „leichtfertig eine Kulturtechnik aufs Spiel – die Fähigkeit, eine allen gemeinsame lesbare Schrift zu schreiben“. Andresen widerspricht in dem FAS-Interview der Aussage des Grundschulverbandes, die Grundschrift sei eine verbundene Schreibschrift. „Das ist falsch. Die Grundschrift ist eine modulare Schrift, das bedeutet die Buchstaben werden nebeneinander gesetzt.“ Unterstützt wird Andresen u. a. von der Schriftstellerin Cornelia Funke. „Eine Druckschrift zu beherrschen reicht meiner Meinung als Handschrift nicht aus. Sie fließt nicht wie eine Schreibschrift und ist daher sehr viel langsamer. Eine fließende Handschrift dagegen fördert den Fluss der Gedanken – und ist gleichzeitig so individuell, dass man ganz bei sich ist.“
Andresen wies schon 2010 in einer Artikelserie für die taz darauf hin, dass das Erlernen einer gebundenen Handschrift ein fundamentaler Lernvorgang für jedes Kind sei.
Auf das Erlernen einer Schreibschrift zu verzichten, erhöhe die Gefahr der Bildungsarmut. Ebenfalls zieht sie dabei auch wirtschaftliche Interessen der Beteiligten in Betracht. Damit nimmt sie dieselbe Position ein wie seinerzeit Wilhelm Topsch gegen die Vereinfachte Ausgangsschrift. Der Oldenburger Erziehungswissenschaftler hatte 1996 nachgewiesen, dass es für die Einführung dieser in den 1970er Jahren keine anderen wissenschaftlichen Gutachten gegeben habe als die ihres Erfinders Heinrich Grünewald.
Der Leiter der Grundschullesestudie IGLU, Wilfried Bos, monierte die fehlende wissenschaftliche Fundierung des Projekts. „Es ist abenteuerlich, ein Reformprojekt wie die Einführung einer neuen Schrift ohne einen Modellversuch mit fundierter Begleitforschung zu beginnen“, sagte Bos der FAS. In Deutschland gibt es bislang keine empirische Studie, die Grundschrift und flüssige Schreibschrift vergleicht. Aus der Schweiz liegen für die der Grundschrift analoge Deutschschweizer Basisschrift positive Befunde vor; sie haben dazu geführt, dass die Kantone mehrheitlich zur Basisschrift übergehen. Allerdings haben an der Untersuchung von Sibylle Hurschler Lichtsteiner ganze 96 Schüler teilgenommen. Studien aus Kanada geben ein differenziertes Bild. Sie legen nahe, dass Erstklässler, die zuerst eine flüssige Schreibschrift lernen, langsamer (und nicht formklarer) schreiben, dafür Vorteile in der Syntax haben – sie lernen mehr Wörter. „We observed that Cursive students displayed more progress in word production than Manuscript/Cursive and Manuscript students.“ Steve Graham, der ebenfalls Studien zum Vergleich von cursive (verbundener Schreibschrift) und manuscript (Druckschrift) gemacht hat, sieht keine Vorteile für die Schreibschrift. Er sagt zudem, die Zeit der Schreibschrift sei vorbei. So machen aktuell fast alle US-Bundesstaaten nur noch das Erlernen der Druckschrift verbindlich – anders als das Grundschrift-Konzept, das ausdrücklich zu einer verbundenen persönlichen Handschrift auf der Basis der Druckschrift anleitet.
Der Chefredakteur der Zeitung Deutsche Sprachwelt, Thomas Paulwitz, sammelte Unterschriften gegen die Abschaffung der Schreibschrift, weil damit ein wichtiges Kulturgut zerstört werde. Nur die großen Schulbuchverlage, die neue Materialien absetzen könnten, würden davon profitieren. Auch die Lehrer versprächen sich davon weniger Arbeit, so Paulwitz. Es könne jedoch nicht angehen, dass sich der Bildungssektor nur noch an den Schwächsten orientierte. Renate Tost, Grafikerin und Mitentwicklerin der „Schulausgangsschrift“ der DDR (eingeführt 1968), hat sich ebenfalls kritisch zur Grundschrift geäußert (Deutsche Sprachwelt 49/2012).